# 柳謇之
柳謇之（556年—615年），字公正，河东郡解县（今山西省运城市临猗县）人，出自河东柳氏西眷，柳虬之孙，北周顺州刺史柳蔡年的儿子。
柳謇之身高七尺五寸，仪容俊伟，风神爽亮，举止得体。兒童时，北周齐王宇文宪曾经在路上遇到柳謇之，感到奇异，和他交谈，视为奇材。于是表奏他进入国子学，以明经擢升中第，拜为宗师中士，不久转任守庙下士。周武帝在太庙举行祭典，柳謇之读祝文，音韵清雅，引人注目。周武帝认为他不错，擢升他为宣纳上士。杨坚担任丞相，引用他为田曹参军，参议典签之事。开皇初年，拜为通事舍人，不久转任内史舍人，历任兵部、司勋二曹侍郎。朝廷以柳謇之有声望，善于言谈戏谑，又饮酒到一石夜不乱性，于是每次西梁、南陈使者前来，都让柳謇之接待。后转任光禄少卿。出入宫廷十馀年，多次参掌处理臣下陈奏。后来吐谷浑来降，朝廷派宗女光化公主嫁给吐谷浑首领，以柳謇之兼任散骑常侍，送公主到西域。不久，突厥启民可汗求和亲，再派柳謇之送义成公主到突厥。柳謇之前后奉命出使，得到二国所赠马一千馀匹，杂物也差不多，都散发给宗族，家无馀财。仁寿年间，出任为肃州刺史，再转为息州刺史，都有善政。二年后，为母亲守丧去职。
隋炀帝即位，再拜为光禄少卿。大业初年，启民可汗自恃已经内附，于是在定襄、马邑之间放牧，隋炀帝派柳謇之谕令他们出塞。回来后，因为奏事称旨，拜为黄门侍郎。当时元德太子杨昭刚刚去世，朝野瞩目，都认为齐王杨暕会继任。隋炀帝当时重视王府的官吏人选，大业三年，隋炀帝回到京师，拜柳謇之为齐王长史。隋炀帝正服临殿，盛设仪卫，命齐王站在西朝堂之前，面向北方。派遣吏部尚书牛弘、内史令杨约、左卫大将军宇文述等，从殿廷引导柳謇之到齐王身边，面向西站立。牛弘对齐王宣敕：“我过去受先帝恩宠，封在晋阳，出籓时才十二岁。先帝让我站在西朝堂，命高颎、虞庆则、元旻等，从内廷送王子相给我。当时告诫我说：‘以你年幼，少未更事，现在派王子相作辅佐你，事无大小，都可委任给他。不要近昵小人，疏远王子相。如果听从我的话，将有益于社稷，成就你的功名事业。如果不听我的话，国家和自身，败亡无日。’我受敕之后，奉命不敢偏离。没有王子相之力，我没有今天。你和柳謇之相处，也要像王子相。”又敕命柳謇之：“现在以卿辅佐齐王，应该思量匡救的办法，不负朕的希望。如果齐王德业有成，富贵自当集于卿家一门。如果有不好的地方，罪罚也将相及。”当时齐王正依仗恩宠，放纵左右，乔令则之徒，很受亲信。柳謇之虽知道他的过失，但不能匡正。齐王获罪，柳謇之连坐除名。隋炀帝东征辽东高句丽，召柳謇之检校燕郡事。炀帝班师，至燕郡，因为供应不周到，被发配戍守岭南。死在洭口，时年六十岁。其子柳威明。